# Chekonidhara
Chekonidhara è una suddivisione dell'India, classificata come census town, di 7.315 abitanti, situata nel distretto di Jorhat, nello stato federato dell'Assam. In base al numero di abitanti la città rientra nella classe V (da 5.000 a 9.999 persone).

## Geografia fisica
La città è situata a 26° 42' 29 N e 94° 15' 20 E

## Società

### Evoluzione demografica
Al censimento del 2001 la popolazione di Chekonidhara assommava a 7.315 persone, delle quali 3.689 maschi e 3.626 femmine. I bambini di età inferiore o uguale ai sei anni assommavano a 590, dei quali 297 maschi e 293 femmine. Infine, coloro che erano in grado di saper almeno leggere e scrivere erano 6.208, dei quali 3.154 maschi e 3.054 femmine.